# Dudleytown, Connecticut
Dudleytown fue un pequeño asentamiento fundado en Cornwall, Connecticut, a mediados de los años 40 del siglo XVIII y fue abandonada a principios del siglo XIX. Desde mediados de los años 20 del siglo XX, el pueblo ha sido mantenido por filántropos como un fideicomiso de tierra privado. Además, estos trabajaron para reforestar la zona tras décadas de uso agrícola. Aún quedan algunos rastros del pueblo original, como sótanos o bodegas. El lugar ha sido víctima de vandalismos, a causa de varios rumores originados en los años 80 sobre su supuesta actividad paranormal, y por ello los dueños han cerrado el pueblo al público.

## Historia
Dudleytown nunca fue un pueblo en sí. El nombre le fue dado en una fecha incierta a varios terrenos de Cornwall pertenecientes a varios miembros de la familia Dudley. El área que después se conocería como Dudleytown fue fundada a principios de los años cuarenta del siglo XVIII por Thomas Griffis, quien se asentaría en la zona, seguido por Gideon Dudley y, en 1753, por Barzillai Dudley y Abiel Dudley. Martin Dudley se les uniría algunos años más tarde. También se asentaron allí otras familias.
Como en otras partes de Cornwall, Dudleytown fue transformado de bosque a tierras de cultivo. Varias familias labraron la tierra durante generaciones. Localizado encima de una alta colina, Dudleytown no era un lugar ideal para el cultivo. Cuando se adecuaron tierras más fértiles y espaciosas en el Medio Oeste a mediados del siglo XIX y la industria metalúrgica perdió importancia, la población de Cornwall comenzó a descender.

## Geografía y conservación
El pueblo se encontraba a unos pocos kilómetros al sur de Cornwall. Estaba localizado en un valle, conocido como "Dark Entry Forest" (Bosque de la Entrada Oscura), llamado así debido a las sombras que las montañas que lo rodeaban arrojaban sobre el pueblo y la carretera de acceso. El abandono del lugar ha implicado que apenas hayan sobrevivido unas pocas ruinas del pueblo original. A principios del siglo XX, se vendieron en Cornwall varias granjas antiguas a emigrantes de Nueva York que buscaban una mejor vida, entre las que se incluían las de Dodleytown. Estas permanecen desde 1924 a Dark Entry Forest, Incorporated. A pesar de colindar con el Mohawk State Forest, el pueblo se encuentra a día de hoy cerrado al público, y cualquiera que sea encontrado allanando la zona será procesado al mayor grado permitido por la ley por la Policía del Estado de Connecticut y el Departamento de Energía y Protección Medioambiental.

Para promover la inversión en esas tierras, un documento de proyecto de marzo de 1924 establece: 
Esta compañía [Dark Entry Forest, Inc.] planea promover la reforestación, [···], promover la conservación de los pájaros, la flora y la fauna y construir un lugar ideal para ti, tus hijos y los hijos de tus hijos.
Poco después de la adquisición, los nuevos dueños plantaron miles de árboles. Durante los años treinta, el Club Skidreiverein de Nueva York pasó varios fines de semana en invierno esquiando en varias pistas que habían construido por la zona. En verano, bajaban en canoa por el río Housatonic. También se llevaron a cabo campamentos de equitación para niños en la zona.

## Rumores y vandalismo
Un rumor local que se comparte frecuentemente en las redes alega que los fundadores de Dudleytown eran descendientes de Edmund Dudley, un noble inglés que fue decapitado por traición durante el reinado de Enrique VIII. Desde ese momento, la familia Dudley sufriría una maldición que les seguiría a través del Atlántico hasta América. Se dice que esta maldición causó la decadencia de los cultivos, así como varias enfermedades mentales en el pueblo.
Sin embargo, varios historiadores locales han encontrado una falta de relación genealógica entre la familia Dudley de Cornwall y el noble inglés, y se han dado cuenta de otras inconsistencias fácticas en los rumores. La decadencia del pueblo ha sido atribuida, sin embargo, a la distancia de este de una fuente de agua potable limpia, además de a unos terrenos no muy aptos para el cultivo. El único caso confirmado del suicidio de un residente de Dudleytown tuvo lugar en el estado de Nueva York, y no en Cornwall.
Desde los años noventa, la Policía de Cornwall ha respondido a numerosos casos de vandalismo, personas extraviadas o allanamientos nocturnos en Dudleytown. La película de 1999, The Blair Witch Project, que trata sobre un bosque fantasma, provocó un aumento en el interés por el supuesto pueblo embrujado, aumentando la frecuencia de aquellos incidentes. Los dueños del pueblo lo han cerrado al público, y los vecinos y la policía suelen vigilar la zona en busca de intrusos.

## Lecturas complementarias
- Edward Comfort Starr (1926). A History of Cornwall, Connecticut. Tuttle, Morehouse and Taylor. p. 26-27 (en inglés). Este libro relata la historia de la maldición de Dudleytown y posiblemente inspiró los rumores.
- Barlow, Bart (26 de octubre de 1980). "A Lost Town Populated By Legends". New York Times. (Se requiere suscripción) (en inglés).
- Weekly World News (11 de junio de 1991). Deadly curse turned New England village into a ghost town!. Weekly World News. p. 43. ISSN 0199-574X (en inglés).